# Hälleviks fiskemuseum
Hälleviks fiskemuseum är ett lokalhistoriskt museum beläget på Listerlandet i Sölvesborgs kommun i västra Blekinge.
Museet etablerades 1976. Det var Hembygdsföreningen Facklan som startade och som fortfarande driver det. Redan 1979 byggdes museet ut för att få plats med alla föremål och båtar som skänkts och som har med fiske och sjömansyrket att göra. 
I museet finns blekingsekor, en vrakeka och en nyare styrhytt samt ett antal tändkulemotorer, alla från slutet 1800-talet början 1900-talet. Här finns också många olika föremål från fraktskutor, eftersom Hällevik var hemmahamn för många.
En modell av en signalmast finns utanför museet. Den kom till på Stibyberget år 1906 för att underlätta för fiskarna i deras riskfyllda arbete. Hur signalerna var hissade finns beskrivet i museet.
Inne i museet finns olika utställningar, arbetsredskap och fotografier som tillhör fisket och sjömansyrket. Samtidigt kan besökare lyssna till ljud från tändkulemotorer, vågsvall och fiskmåsar.